# Macrorrhyncha ardea
Macrorrhyncha ardea är en tvåvingeart som beskrevs av Chandler 1994. Macrorrhyncha ardea ingår i släktet Macrorrhyncha och familjen platthornsmyggor.
Artens utbredningsområde är Israel. Inga underarter finns listade i Catalogue of Life.